# Nikola Vasić (giocatore di football americano)
Nikola Vasić (...) è un ex giocatore di football americano serbo, che ha giocato nel ruolo di defensive back.